# Plentywood
Plentywood város az USA Montana államában, Sheridan megyében, melynek megyeszékhelye is. Lakosainak száma 1669 fő (2020. április 1.).

## Népesség
A település népességének változása:

| 2010 | 1 734 |
| 2020 | 1 669 |